# 뮐뤼코스켄 팔로 -47
뮐뤼코스켄 팔로 -47(Myllykosken Pallo –47) 또는 뮈파(MyPa)는 핀란드 코우볼라의 축구 클럽으로, 현재 베이카우스리가에서 활동하고 있다.

## 주요 경력
- 베이카우스리가: 우승 1회 (2005)
- 핀란드 컵: 우승 3회 (1992, 1995, 2004)

## 선수 명단

### 현역
참고: FIFA 자격 규정에 따라 소속된 국가대표팀 국기를 표시합니다. 선수는 복수의 FIFA 비회원국 국적을 가지고 있을 수 있습니다.
| 번호 | 포지션 | 국적       | 이름                |
| ---- | ------ | ---------- | ------------------- |
| 19   | MF     | 우크라이나 | 아나톨리 모이세예프 |

| 번호 | 포지션 | 국적 | 이름 |
| ---- | ------ | ---- | ---- |